# Die Patchworkfamilie
Die Patchworkfamilie (Originaltitel Bonusfamiljen) ist eine schwedische Dramedy von Felix Herngren, Moa Herngren, Clara Herngren und Calle Marthin, produziert von der Produktionsfirma FLX. 2017 gewann die Serie den Kristallen für Fernsehdrama des Jahres.

## Handlung
Lisa und Patrik, eine Innenarchitektin und ein Lehrer aus der Nähe von Stockholm in den 30ern, sind beide vor kurzem gemeinsam in ein Haus gezogen. Alle zwei Wochen leben ihre Kinder aus früheren Beziehungen mit ihnen im Haushalt und in der anderen Woche sind sie bei ihrem anderen Elternteil. Lisa hat ihren Noch-Ehemann Martin für Patrik verlassen, gemeinsam haben sie den zehnjährigen Eddie sowie die Teenager-Tochter Bianca. Katja, Patriks ehemalige Frau und Mutter von William, ist Architektin, während Lisas Ex-Mann Martin in einem Bettenladen arbeitet. Nun wird Lisa nach kurzer Zeit Beziehung mit Patrik ungeplant schwanger.
Die Serie folgt der harten Beziehung zwischen dem neuen Paar und ihren ehemaligen Partnern sowie den in einer Patchworkfamilie lebenden Kindern beider Parteien. Im Laufe der Serie wird Patriks Umgang mit dem aufmüpfigen Eddie, Lisas Sohn, und mit seinem viel ruhigeren und ordentlicheren eigenen Sohn William gezeigt.

## Ausstrahlung
In Schweden wurde die erste Staffel im Frühjahr 2017 im öffentlich-rechtlichen Fernsehen SVT erstausgestrahlt, die Ausstrahlung der zweiten Staffel begann am 29. Januar 2018. Die deutschsprachige Ersterscheinung erfolgte am 5. Oktober 2017 auf Netflix.

## Deutsches Remake
Unter dem Titel Bonusfamilie erschien 2019 als 6-teilige Fernsehserie ein deutsches Remake von Die Patchworkfamilie. Es war ab dem 13. November 2019 in der ARD-Mediathek abrufbar und wurde, beginnend noch im selben Monat, danach auch im Abendprogramm des Ersten ausgestrahlt.